# Stella Roman

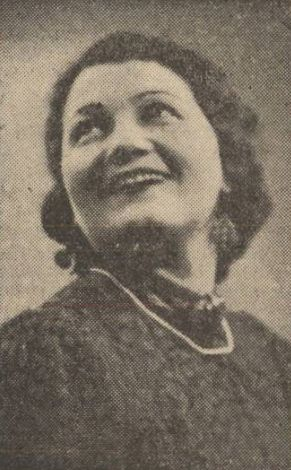
Stella Roman (vor 1939)

Stella Roman, eigentlich Florica Viorica Alma Stela Blasu (* 23. August 1904 in Kolozsvár; † 12. Februar 1992 in New York City) war eine rumänische Opernsängerin (Sopran), die in den 1930er und 40er Jahren in Italien und den USA bekannt war.

## Leben
Roman wurde 1904 als Florica Viorica Alma Stela Blasu im damaligen Kolozsvár geboren und wuchs in einer musikalischen Familie auf.  Nach acht Jahren Gesangsunterricht hatte sie ihr Konzert-Debüt in ihrer Heimatstadt Cluj und dann in Bukarest. Durch ein Stipendium konnte sie ihre Ausbildung bei der damals bekannten Verismo-Interpretin Giuseppina Baldassare-Tedeschi sowie der Tosca-Premierensängerin Hariclea Darclée fortsetzen. 1934 folgte ihr Operndebüt  in Bologna in der Rolle der Maddalena in Andrea Chénier. Am Teatro di San Carlo in Neapel, wodurch eine langjährige Partnerschaft mit dem Tenor Giacomo Lauri-Volpi begründet wurde. 1937 erhielt sie durch Tullio Serafin einen Drei-Jahres-Vertrag des Teatro dell’Opera di Roma und debütierte dort als Aida. 1940 übertrug ihr Richard Strauss die Rolle der Kaiserin in seiner Oper Die Frau ohne Schatten für die italienische Premiere in der Mailänder Scala.
1941 wechselte sie an die Metropolitan Opera in New York City. Dort folgten bis 1951 weitere Verpflichtungen, insbesondere im italienischen Repertoire, so bei den Verdi-Opern Il trovatore, Otello und Un ballo in maschera sowie den Opern Cavalleria rusticana, La Gioconda und Puccinis Tosca. Insgesamt erschien sie dort in 126 Aufführungen und übernahm 13 Rollen. Oft teilten diese Rollen mit Zinka Milanov. Konzertreisen führten sie nach Florenz, Berlin, Salzburg, Kairo, San Francisco, Cincinnati und anderen amerikanischen Opernhäusern, Brasilien, Kuba, Mexiko und Puerto Rico.
1948 besuchte sie Richard Strauss in Pontresina, um mit ihm an seinen Vier letzten Liedern zu arbeiten. Mit der Rolle als Marschallin in der Strauss-Oper Der Rosenkavalier im Teatro San Carlo zog sie sich schließlich 1953 aus dem 19 Jahre dauernden aktiven Leben als Opernsängerin zurück.
Ihre Stimme wurde für ihre warme lyrische Qualität und die Fähigkeit, hohe Pianissimi und lebendige Höhepunkte zu singen, bewundert. Ihrer Technik wurde allerdings nachgesagt, dass sie „unorthodox und manchmal hektisch“ sei.
Nach ihrer Pensionierung arbeitete sie als Malerin und nahm mit ihren Bildern auch an Ausstellungen teil. Sie starb in New York im Alter von 87 Jahren.
Der Dirigent und Pianist Myron Romanul ist ihr Enkel.

## Aufnahmen
- Verdi: Un ballo in maschera, als Amelia, Ltg. Ettore Panizza, New York, Februar 1942
- Verdi: La forza del destino, als Leonora, Ltg. Bruno Walter, New York, Januar 1943
- Verdi: Otello, als Desdemona, mit Torsten Ralf, Ltg. George Szell, New York 1946
- Opernarien mit den Los Angeles Philharmonic unter Artur Rodziński, Eklipse 1997
- Rumänischen Volkslieder von George Enescu, Veröffentlichung unsicher